# ساندفیورد
ساندفیورد (به لاتین: Sandefjord) یک شهرداری در نروژ است که در وستفولد واقع شده‌است. ساندف یورد ۱۲۱ کیلومتر مربع مساحت و ۶۱٬۲۱۸ نفر جمعیت دارد.

## خواهرخوانده
شهر وربرگ مونیکیپلیتی خواهرخواندهٔ ساندف یورد هست.